# Kraina Węgorapy
Kraina Węgorapy (842.84) – mezoregion fizycznogeograficzny w północno-wschodniej Polsce i w Rosji (obwód królewiecki), część Pojezierza Mazurskiego, powierzchnia w granicach Polski 690 km². Jest przedłużeniem ku północy Krainy Wielkich Jezior Mazurskich, od której różni się prawie zupełnym brakiem jezior, niższym położeniem i odmiennym typem ukształtowania powierzchni.
Region ma charakter kotliny o płaskim dnie, okolonej wzgórzami morenowymi. Rzeka Węgorapa odwadnia obszar, należy do dorzecza Pregoły.
Cechą charakterystyczną jest wykształcona sieć rzeczna w postaci wypływającej z jeziora Mamry Węgorapy i jej dopływu Gołdapi. Węgorapa wypływa na wysokości 116 m, przepływa przez kilka zagłębień wytopiskowych, następnie jej dolina jest wcięta kilkanaście metrów w wysoczyznę morenową, po czym rzeka meandruje po płaskiej kotlinie w kierunku wschodnim; w pobliżu granicy państwowej, którą opuszcza na wysokości 87 m, skręca raptownie na północ, na terytorium rosyjskim znów wcina się silnie w skłon wzniesień pojeziernych i po 172 km biegu łączy się z Pregołą. Za początek Gołdapi przyjmuje się rzeczkę Jarkę, która opływa od wschodu Wzgórza Szeskie i wpada do jeziora Gołdap. Wypływ z jeziora przyjmuje nazwę Gołdapi i kieruje się początkowo na południe, a następnie na zachód, przecinając wzgórza morenowe i łączy z Węgorapą. Jednakże początkowo odpływ lodowcowo-rzeczny odbywał się na południe, o czym świadczy wysoki poziom piaszczysty, obrzeżający Wzgórza Szeskie od zachodu na terenie Puszczy Boreckiej.
Andrzej Richling (1985) wyróżnił w Krainie Węgorapy trzy mikroregiony o odmiennym krajobrazie:
- Wyniesienie Pawłowskie – we wschodniej części regionu, stanowią je wysoczyzna morenowa na północ od jeziora Mamry, dochodząca do wysokości 161 m n.p.m., przecięta doliną Węgorapy, która wcina się w morenę, tworząc głęboki, kręty jar.
- Niecka Skaliska – obniżenie o charakterze płaskiej, zabagnionej niecki. W przeszłości polodowcowe jezioro zastoiskowe, z czasem zarosłe i zatorfione; w 2 poł. XIX w. prowadzono tu roboty melioracyjne, które doprowadziły do osuszenia terenu. Węgorapa, przepływając przez region, silnie meandruje, tworząc liczne zakola i starorzecza; łączy się z dopływem o podobnym charakterze – Gołdapą. Prawie połowę mikroregionu (wschodnia część) porastają Lasy Skaliskie – bór o charakterze mieszanym, będący ostoją zwierzyny, w tym bielika.
- Pagórki Rogalskie – wzgórza morenowe o wysokości do 190 m n.p.m., przecięte przełomem Gołdapy, otaczające Nieckę Skaliską od wschodu. Około 20% powierzchni pokrywają lasy, występuje kilka niewielkich jezior (największe Jezioro Czupowskie, pow. 24 ha).

Kraina Węgorapy odznacza się małą gęstością zaludnienia, brak jest większych miejscowości.